# بيل جونز (كرة سلة)
بيل جونز (بالإنجليزية: Bill Jones)‏ مواليد 26 سبتمبر 1958م في جوليت، هو لاعب كرة سلة أمريكي معتزل. بدأ مسيرته الاحترافية في سنة 1985م. اعتزل اللعب في 1992م. لعب مع أديليد ثيرتي سيكسترز في الدوري الأسترالي لكرة السلة.